# موضع طالب
موضع طالب (به انگلیسی: Mouza Talib) یک روستا در پاکستان است که در پنجاب واقع شده‌است.